# Gawler-Kraton
Der Gawler-Kraton ist der älteste und größte geologische Krustenblock (Kraton) in South Australia (Südaustralien). Er repräsentiert eine komplexe tektonische Einheit, die einen Gestehungszeitraum von vor ca. 3.200 bis 1.450 Millionen Jahren (abgekürzt mya) umfasst. Er besteht aus einem mesoarchaischem bis neoarchischem Kern, der von paläoproterozoischen bis mesoproterozoischen Gesteinen umschlossen ist. Die mesoarchaische Phase ist geprägt von felsischem Magmatismus, während vom Neoarchaikum bis zum Paläoproterozoikum Sedimentationen und bimodaler Vulkanismus vorherrschend war. Im Mesoproterozoikum trat wieder felsischer Vulkanismus auf. Um 1450 mya hatte sich der Kraton konsolidiert.

## Namensgebung
Dieser Kraton wurde nach dem zweiten Gouverneur von South Australia, George Gawler, benannt.

## Erstreckung

Lage von Südaustralien
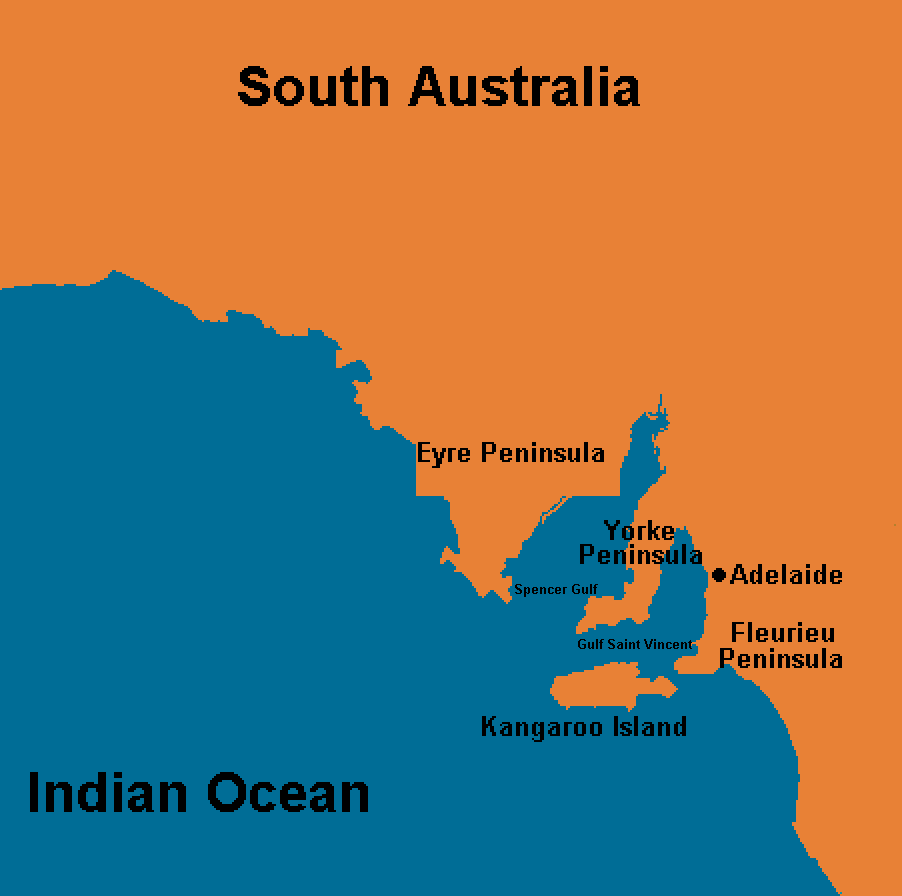
Lage der Eyre- und Yorke-Halbinsel

Die südliche Grenze des Kratons fällt mit dem südaustralischen Kontinentalrand zusammen, die anderen Ränder lassen sich jedoch kaum definieren, weil sie von mächtige Gesteinssequenzen überdeckt sind. Der östliche Rand bildet die neoproterozoische Torrens Hinge-Zone, die eine Übergangszone zwischen den dicken, gefalteten Sedimenten in der Adelaide-Geosynklinale und den flach abgelagerten Sedimenten gleichen Alters des Kratons und der paläo- bis mesoproterozoischen Curnamona-Provinz darstellt. Im Norden und Westen trennt das paläo- bis neoproterozoische Officer-Becken den Kraton von der Musgrave-Provinz und das Albany-Fraser-Orogen und den westaustralischen Yilgarn-Kraton. Der südliche Bereich des Kratons tritt in der Eyre- und Yorke-Halbinsel zu Tage.

## Erdgeschichtlicher Rahmen

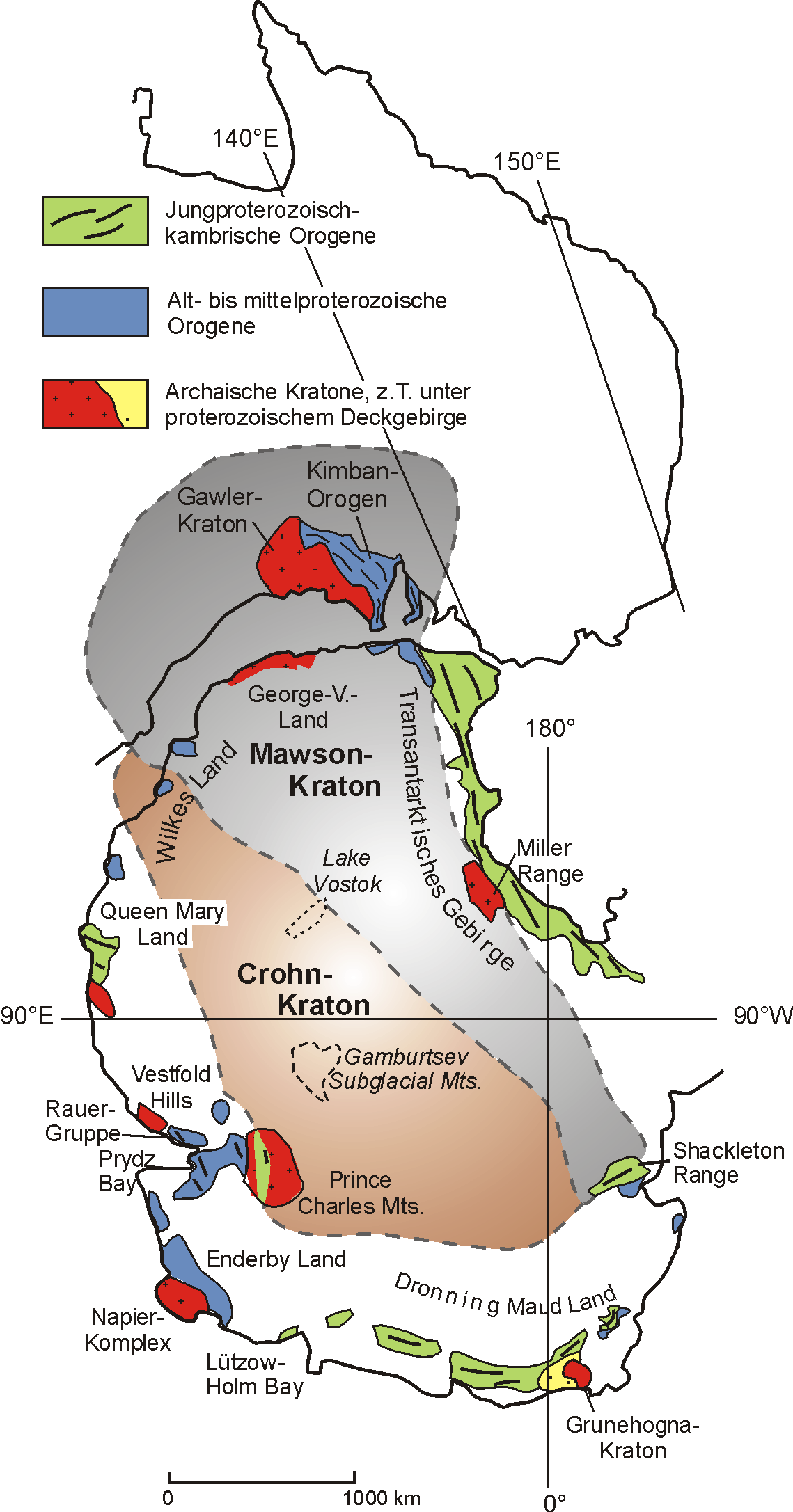
Vereinfachte geologische Karte des Mawson-Kontinents mit dem Gawler-Kraton, Mawson-Kraton dem blau markierten Terre Adélie-Kraton und der rot markierten Miller Range

Der australische Gawler-Kraton war einst Bestandteil des Mawson-Kontinents. Dieser setzte sich neben dem Gawler-Kraton aus den heutigen Bestandteilen Terre Adélie-Kraton, Mawson-Kraton, Miller Range sowie der Shackleton Range zusammen. Der Zusammenschluss dieser Kontinentalmassen erfolgte zwischen 1730 und 1690 mya im Rahmen der Formierung des Superkontinents Columbia.
Die Trennung begann im Oberjura um ca. 160 mya mit Grabenbrüchen, die um 43 mya mit Ausbildung einer durchgehenden Ozeanbodenspreizung zur Separierung Proto-Antarktikas von Proto-Australien führte. Der Gawler-Kraton verblieb in Australien, während die übrigen Bestandteil Antarktikas wurden.

## Geodynamische Entwicklung und Gesteine

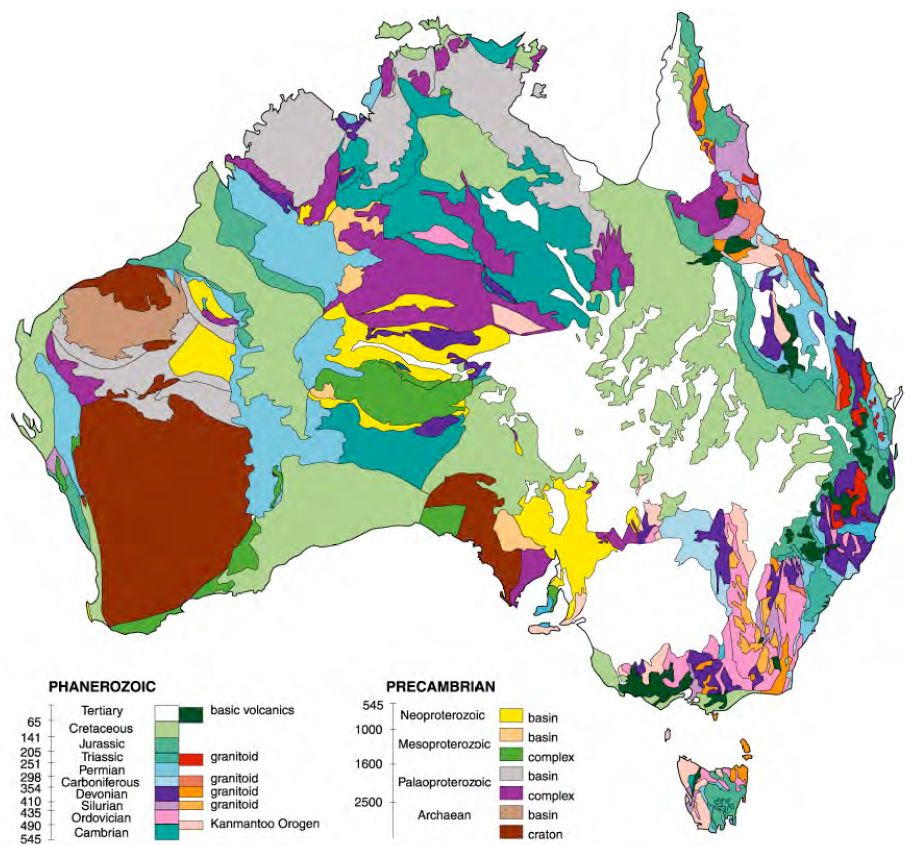
Geologische Karte Australiens mit dem dunkelrot markierten Gawler-Kraton im mittleren Süden
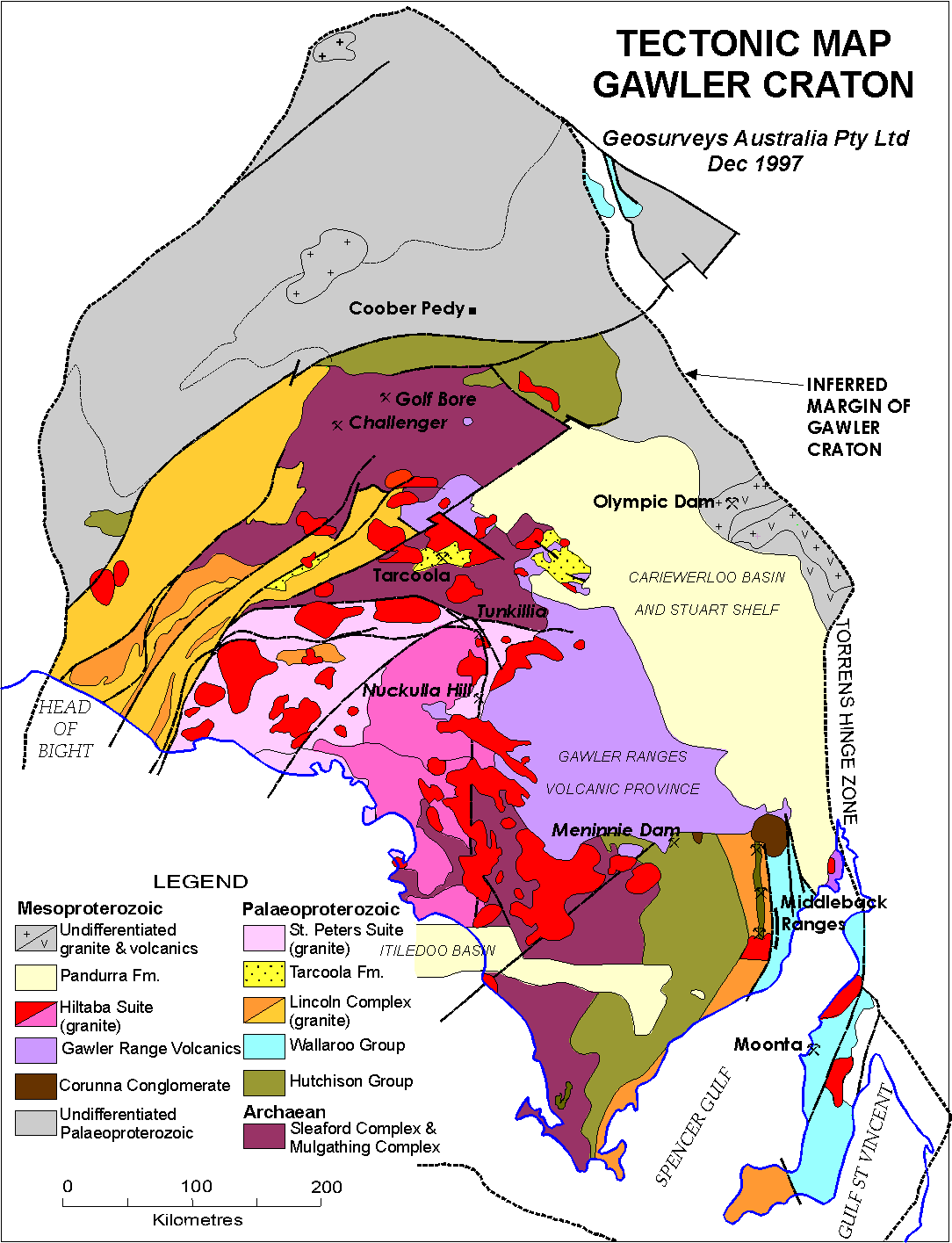
Geologische Karte des Gawler-Kratons

Der Gawler-Kraton durchlief eine langwierige und komplexe geodynamische Entwicklung. Sie überstreicht einen Zeitraum von 3200 bis 1450 mya, in dem sich eine Vielzahl unterschiedlicher magmatischer, sedimentärer, orogener und metamorphoser Prozesse ereigneten.
- Grundgebirge und älteste Gesteine (Paläoarchaikum bis Mesoarchaikum)

Das älteste Gestein ist der 3150 mya alte Cooyerdoo-Granit im Nordosten der Eyre-Halbinsel. Er entwickelte sich während eines felsischen Magmatismus aus Schmelzen einer bereits existierenden Tonalit-Trondhjemit-Granodiorit-Kruste (TTG-Komplex). Vererbte Zirkone lassen vermuten, dass bis zu 3400 mya altes, tiefes Krustenmaterial vorhanden sein kann, welches das Grundgebirge bildet. Der Cooyerdoo-Granit enthält ein Gneis-Gefüge und 2510 bis 2500 mya alte, metamorph überprägte Zirkone, die an keiner anderen Stelle im Gawler-Kraton bekannt sind. Sie dokumentieren das Alter dieser Gesteinsentwicklung. Um 2800 mya intrudierte ein Protolith (Ausgangsgestein) das Grundgebirge, aus dem sich der Coolanie-Gneis entwickelte. Er ging aus Graniten mit sedimentärer Herkunft hervor. Dieser wird S-Typ-Granit bezeichnet. Der Gneiss kommt in einem nordsüdlich verlaufenden Orogen in Eyre-Halbinsel vor.
- Magmatismus und Sedimentbeckenbildung in südlichen und nördlichen Bereichen (Mesoarchaikum bis Paläoproterozoikum)

Zwischen ca. 2560 und 2470 mya entstanden sich im südlichen und nördlichen Bereich des Kratons Sedimentbecken. In diesen lagerten sich mächtige Lagen aus verschieden zusammengesetzte klastische Sedimente, Bändererze, Carbonate und bimodale Vulkanite, bestehend aus felsischen und mafischen Laven, mit Komatiiten ab. Der Ablagerungszeitraum datiert zwischen 2560 und 2555 mya. Die Gesteinspakete bildeten im südlichen Becken den Sleaford-Komplex, im nördlichen den Mulgathing-Komplex. Mutmaßlich waren sie ehemals eine Einheit. Zwischen 2465 und 2410 mya beendete die Sleaford-Orogense mit Deformationen und metamorphen Prozessen die Ablagerungen. Um 2000 mya trat felsischer Magmatismus auf, aus dem sich Granite, Granodiorite, Charnockite und Gneise entwickelten.
- Sedimentation und Vulkanismus in östlichen Bereichen (Paläoproterozoikum)

Von 2000 bis 1730 mya entwickelte sich im östlichen Kratonbereich ein Becken mit einer massive Gesteinssequenz, bestehend aus Quarziten, Dolomiten, Bändereisen, Glimmerschiefern und Amphiboliten. Sie bilden die Hutchison-Gruppe. Das Ablagerungsmilieu entsprach einem passiven Kontinentalrand. Die Ausgangsgesteine waren 2500 bis 2000 mya alte hoch aufgearbeitete und 1850 bis 1790 mya alte weniger entwickelte Krustenquellen.
Zwischen 1850 und 1845 mya ereignete sich die Cornian-Orogenese auf der Yorke-Halbinsel mit Deformationen und extensiven magmatischen Batholith-Intrusionen. Sie bildeten die Donington-Suite. Anschließend folgte eine Phase mit Grabenbrüchen und bimodalem Vulkanismus am östlichen Kratonrand. Über einen Zeitraum von 1790 bis 1720 mya lagerten sich neben Vulkaniten auch klastische Sedimente ab.

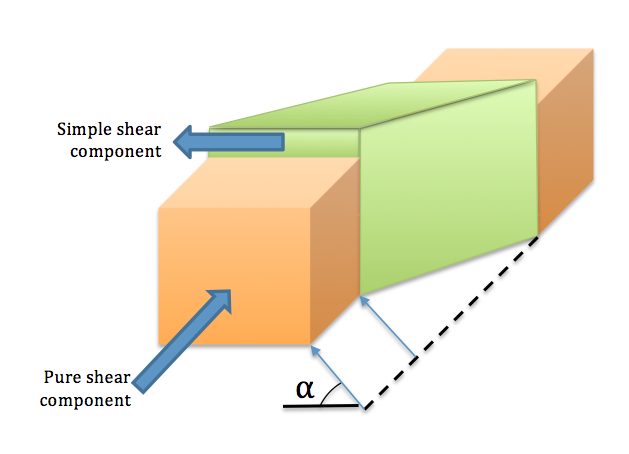
Prinzipdarstellung einer Transpression

Zwischen 1730 und 1690 mya beendete die Kimban-Orogense die vorherige Phase im östlichen Bereich. Sie erzeugte niedrig bis hochgradige Metamorphosen der abgelagerten Gesteine, begleitet von unterschiedlichem Magmatismus und Ausbildung von mehreren großräumigen Scherzonen im Westen und Süden. Die bedeutende Kalinjala-Scherzone ist eine dextrale (rechtsgerichtete) transpressive (Kombination aus Stauchung und Scherung), subvertikale, hochgradig beanspruchte Zone von vier bis sechs km Breite, die östlich entlang Eyre-Halbinsel verläuft. Sie kann nach verfolgt werden etwa zwischen dem Ort Weednanna und dem südlichen Kratonrand und trennt die unterschiedlichen lithostratigraphischen Gesteinseinheiten der Hutchison-Gruppe von der Donington-Suite. Es wird vermutet, dass die Scherzone eine Geosutur darstellt, die infolge der Kimban-Orogense entstand.
- Sedimentation und Vulkanismus in zentralen und südöstlichen Bereichen (Paläoproterozoikum)

Im zentralen Bereich des Kratons setzte sich die Sedimentation und der Vulkanismus gleichzeitig zur Kimban-Orogenese fort. Es entwickelten sich isolierte, durch Verwerfungen begrenzte Becken, in sich denen basale Konglomerate, Quarzite und Tonschiefer sowie felsische und mafische Vulkanite ablagerten. Sie bilden die Eba- und Labyrinth-Formationen, die auf bis zu 1715 mya datieren.
Über weite Bereiche des Kratons intrudierten sedimentbasierte Granite (S-Typ-Granite) und geringfügig mafische Granite. Sie weisen schwache bis migmatitische metamorphe Überprägungen auf und datieren zwischen 1735 und 1690 mya. Die bekannteste ist der Coober-Pedy-Rücken im nördlichen Zentralbereich. Dieser beherbergt ein bedeutendes Vorkommen an Opalen. Am zentralen Kratonbereich traten I-Typ-Granite zwischen 1690 und 1670 mya auf. Diese bilden einen bogenförmigen Gürtel.
Auf die Kimban-Orogenese folgte zwischen 1680 und 1640 mya eine Krusten-Dehnungsperiode, die zu lokalen Sedimentationen und Magmatismus führte. Es wurden fluviale Konglomerate, Sandsteine und Schluffsteine des Corunna-Konglomerats auf der Eyre-Halbinsel abgelagert. Diese weist ein Alter bis zu 1680 mya auf. Im zentralen Kratonbereich sedimentierten Sandsteinschiefer, Dolomit und dazitisches bis andesitisches vulkanoklastisches Gestein der Tarcoola-Formation, die bis zu 1655 mya alt sind. Im westlichen Kratonbereich bildeten sich ab 1640 mya psammitische bis pelitische Sedimente.
- Vulkanismus und Krustendeformationen in nördlichen, zentralen und südlichen Bereichen (Paläoproterozoikum bis Mesoproterozoikum)

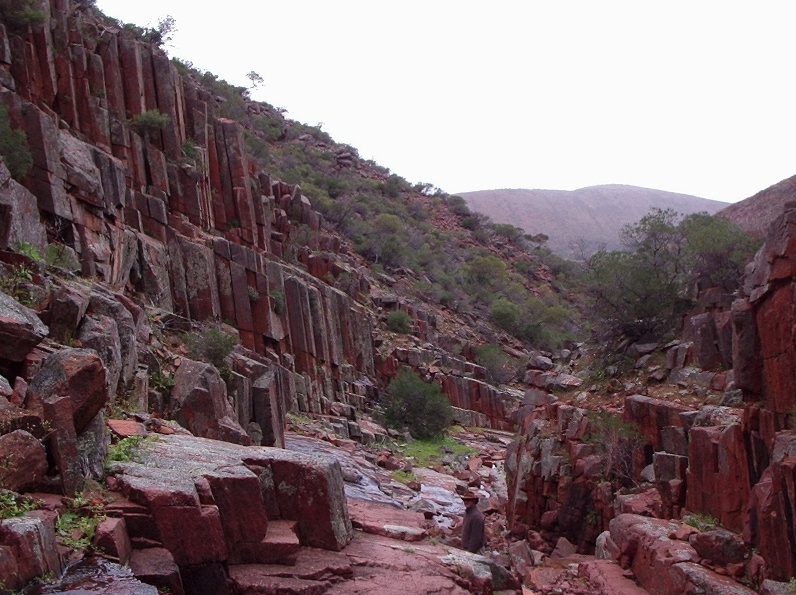
Basaltsäulen in den Gawler Ranges

Im südwestlichen Teil des Kratons eruptierten Vulkane um 1630 mya Felsite. Sie wurden zwischen 1620 und 1615 mya durch juvenile felsische bis mafische Magmen intrudiert, die möglicherweise aus Inselbogen-Komplexen stammten. Dieser Phase folgte ein anhaltender felsischer Vulkanismus im zentralen Teil des Kratons, wahrscheinlich in einer ursprünglich kontinentfernen Backarc-Becken-Konfiguration. Dieser produzierte die 1592 mya alte, ca. 90.000 Quadratkilometer große vulkanische Provinz der Gawler Ranges. Diese Vulkanite bestehen in einer Anfangsphase aus felsischen und geringfügigen mafischen Magmen, die aus einer fraktionierten Kristallisation und aus Mantelschmelzen mit krustalen Kontaminationen hervorgingen. Sie wurden aus isolierten Vulkanzentren ausgeworfen. In der Hauptphase eruptierten felsischen Laven, die aus extensiven Schmelzen der Kruste stammten. Sie bilden eine Ablagerungssequenz von 200 bis 300 m Mächtigkeit. Zeitnah traten die hochtemperaturfraktionierten felsischen und geringfügig mafischen Intrusiva der 1595 bis 1575 mya alten Hiltaba-Suite auf. Diese stammen aus abgereicherten Erdmantelquellen mit einer signifikanten Krustenkomponente. In der Munjeela-Suite entwickelten sich um 1580 mya Granite vom sedimentären S-Typ.
Der Magmatismus der Vulkane der Gawler-Ranges im zentralen Teil des Kratons ist mit einer nach Nordwest-/Südost gerichteten Verformung verbunden, die mit nach Süd vergent (geneigten) gefalteten Decken sowie mittel- bis hochgradigen Metamorphosen u. a. im Coober Pedy-Rücken im nördlichen Gawler-Kraton erzeugte. Zur gleichen Zeit kam es auf der Yorke-Halbinsel im südöstlichen Kraton zu Metamorphosen von Grünschiefer-Fazies bis Amphibolit-Fazies und einer Faltung in Nord-/Südwest-Richtung. Die Verformungen im zentralen Kratonbereich wurden durch verschiedene Scherzonen gegliedert.
Zwischen 1570 und 1540 mya ereignete sich die Kararan-Orogenese. Sie bewirkte hochgradige Metamorphosen mit Granulitfazies und Scherzonenentwicklung und -reaktivierung in den westlichen und zentralen nördlichen Bereichen Gawler-Kratons. Sie könnte eine spätere Phase von Verformungen darstellen, die in der Gawler-Ranges und der Hiltaba-Suite vorkamen.
Nach der Kararan-Orogenese trat zwischen 1555 und 1500 mya lokal geringfügig Magmatismus in nördlichen und südlichen Bereichen des Gawler-Kratons auf.
Das jüngste Ereignis im Gawler-Kraton registrierte Ereignis reaktivierte zwischen 1470 und 1450 mya Scherzonen mit Metamorphosen von Grünschiefer- zu Amphibolit-Fazies im westlichen Kraton-Bereich. Messungen deuten darauf hin, dass die Reaktivierung von Scherzonen mit einer regionalen Denudation (Abtragung) von Gesteinsschichten auf dem Großteils des Kratons verbunden war. Damit hatte sich der Gawler-Kraton konsolidiert.

## Bodenschätze
Der Gawler-Kraton ist reich an Bodenschätzen. Diese Rohstoffvorkommen entstanden durch unterschiedliche Prozesse während der geodynamischen Entwicklung des Kratons. Sie sammelten sich in vielen Lagerstätten an (siehe auch → Lagerstättenkunde) an. Wirtschaftlich bedeutend sind Erze, die ein breites Spektrum von Metallen enthalten sowie nichtmetallische Rohstoffe, wie z. B. Graphite, Kaoline, Talke, Magnesite, Sandsteine, Kalksteine, Dolomite Quarzite, Granite, Baryte. Edelsteine sind durch Opale Jaden, Diamanten und Chalcedone vertreten.
Energetisch nutzbare Vorkommen sind Uran, Thorium und Kohle.
Bedeutende Abbaugebiete und Bergwerke:

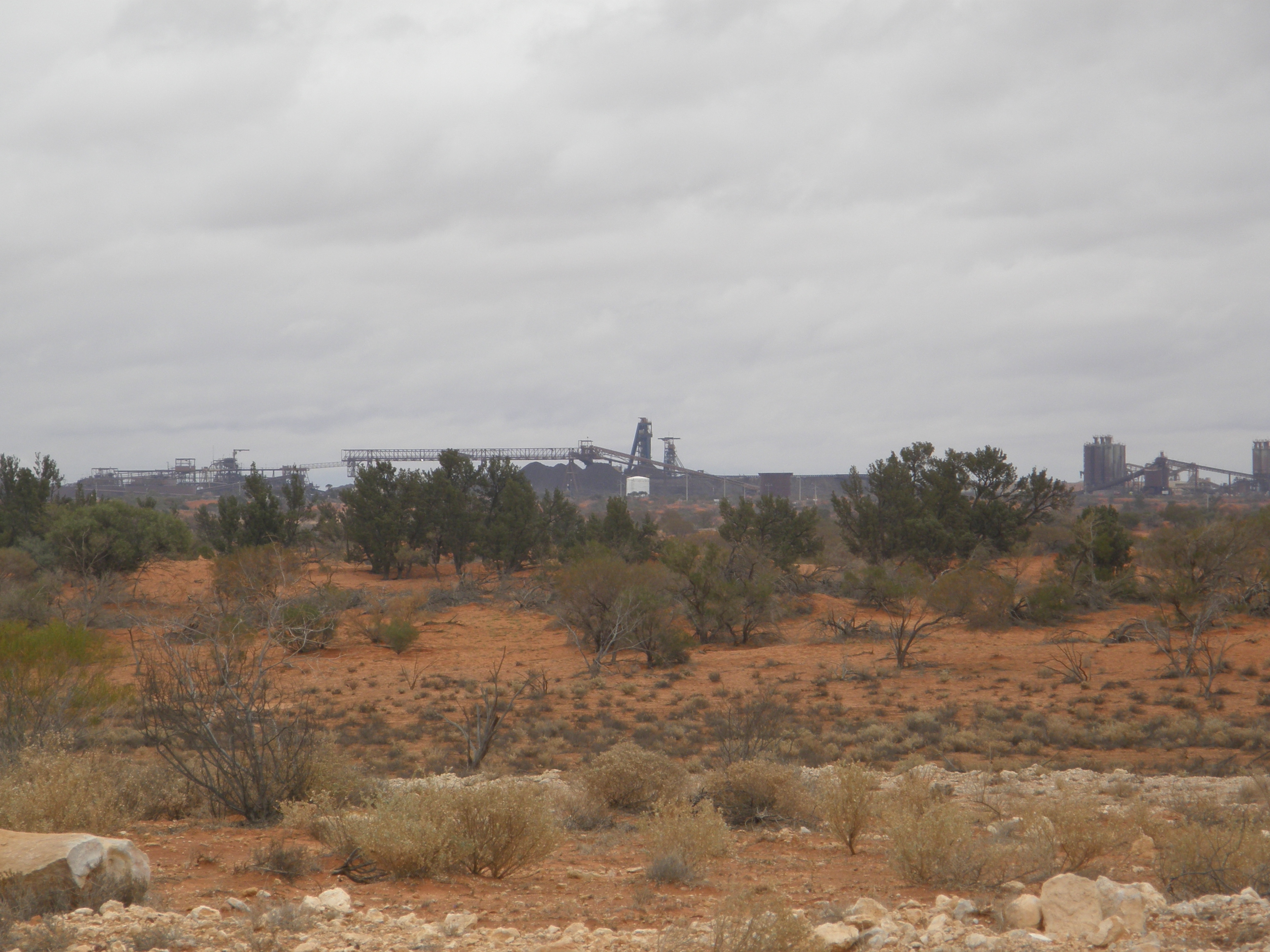
Hauptschächte des -Olympic Dam-Bergwerks
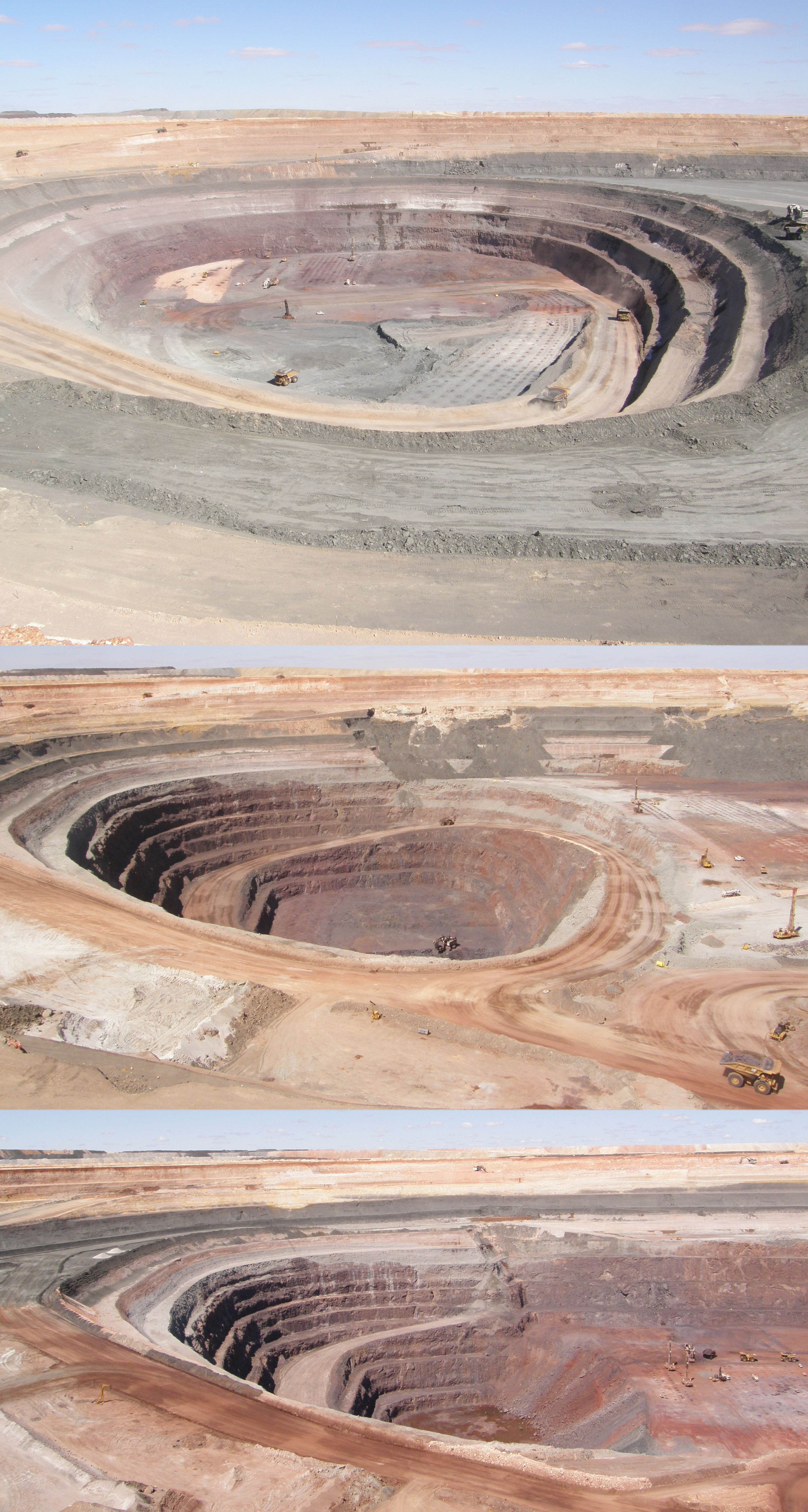
Tagebau-Gruben bei den Prominent Hill nahe Coober Pedy
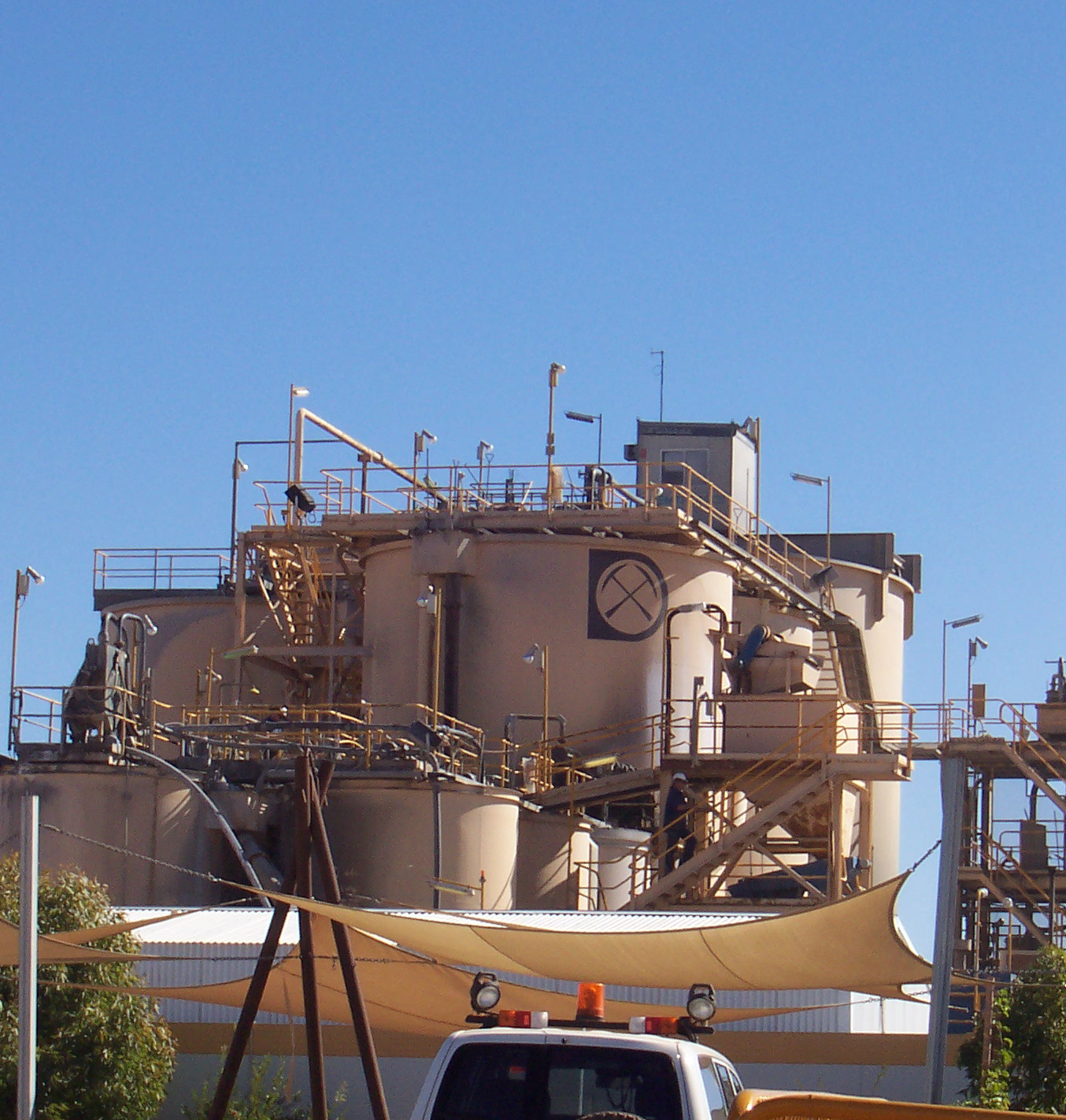
Bauliche Anlagen der Challenger-Mine
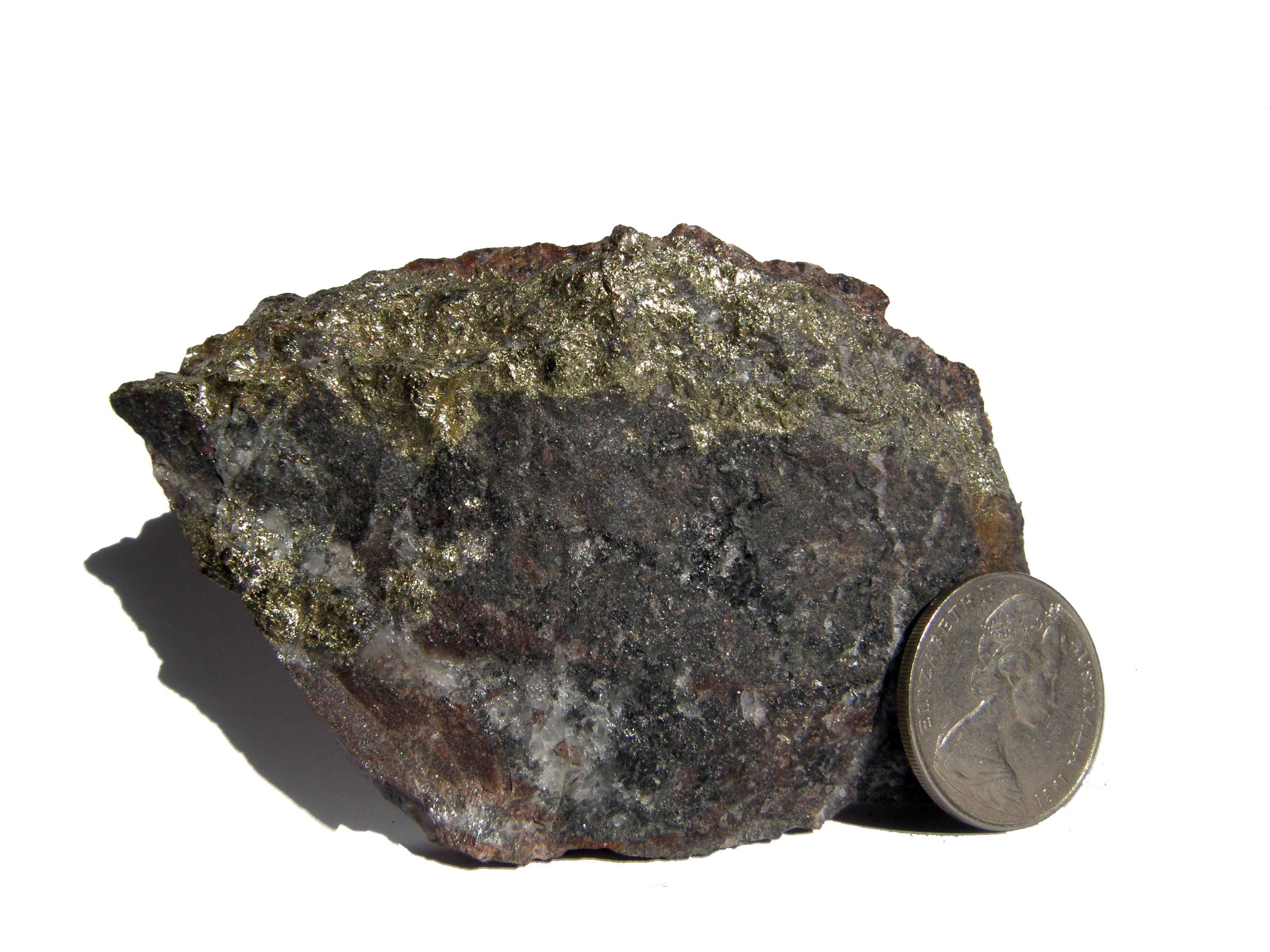
Chalkopyrit (Kupferkies) in stark hämatitisierter Brekzie aus der Olympic Dam-Mine

In der Kupfer-Gold-Provinz Eastern Olympic im nordöstlichen Bereich des Kratons befindet sich die große Kupfer-Gold-Olympic Dam-Mine. Die Prominent-Hill-Kupfer-Goldmine liegt nordwestlich von Olympic Dam, während sich die Gold-Challenger-Mine westlich von Prominent Hill etwa in der Mitte des Kratons befindet. Die Kupfer-Gold-Molybdän-Kalkaroo-Mine liegt am östlichen Kratonrand. Sie wird in einem optimierten Tagebau mit einer Tiefe von ca. 230 m abgebaut.
Das Wynbring-Gebiet, ein großer Teil der westlichen Fowler-Domäne, erstreckt sich über ungefähr 2000 Quadratkilometer und besteht aus Brüchen, die das Eindringen von mafisch-ultramafischen Intrusionen mit Potenzial für Nickelsulfide, Chromite und Platinmetalle umfassen können. Explorationen und regionale Bohrungen am nördlichen Ende der Fowler-Domäne und im Harris Greenstone-Gürtel haben zahlreiche große mafische und ultramafische Gesteinseinheiten identifiziert, die auf Nickelsulfid-Mineralisierungen schließen lassen. Ultramafisches Intrusionsgestein mit nickelhaltigen Sulfiden, wie Pentlandite und Mackinawite, enthalten Werte von bis zu 0,49 % Nickel, 38 ppm Platin und 58 ppm Palladium. Frühere Explorations-Proben ergaben bis zu 0,74 % Nickel aus dem oberen Grundgestein. Diese werden von der Mithril Resources Ltd gefördert. Der Thompson-Gürtel in Kanada weist ähnliche Merkmale auf und wird als mögliche Entsprechung zur Fowler-Domaine angesehen.
Ebenfalls im Wynbring-Gebiet lassen Explorationen auf das Vorkommen einer 30 km langen Zone in der Nähe einer größeren Verwerfungszone mit medium- bis ultramafischen Gesteinen schließen. Diese enthalten Gold, Nickel, Chrom, Platin sowie Palladium, die von PlatSearch NL ausgebeutet werden.

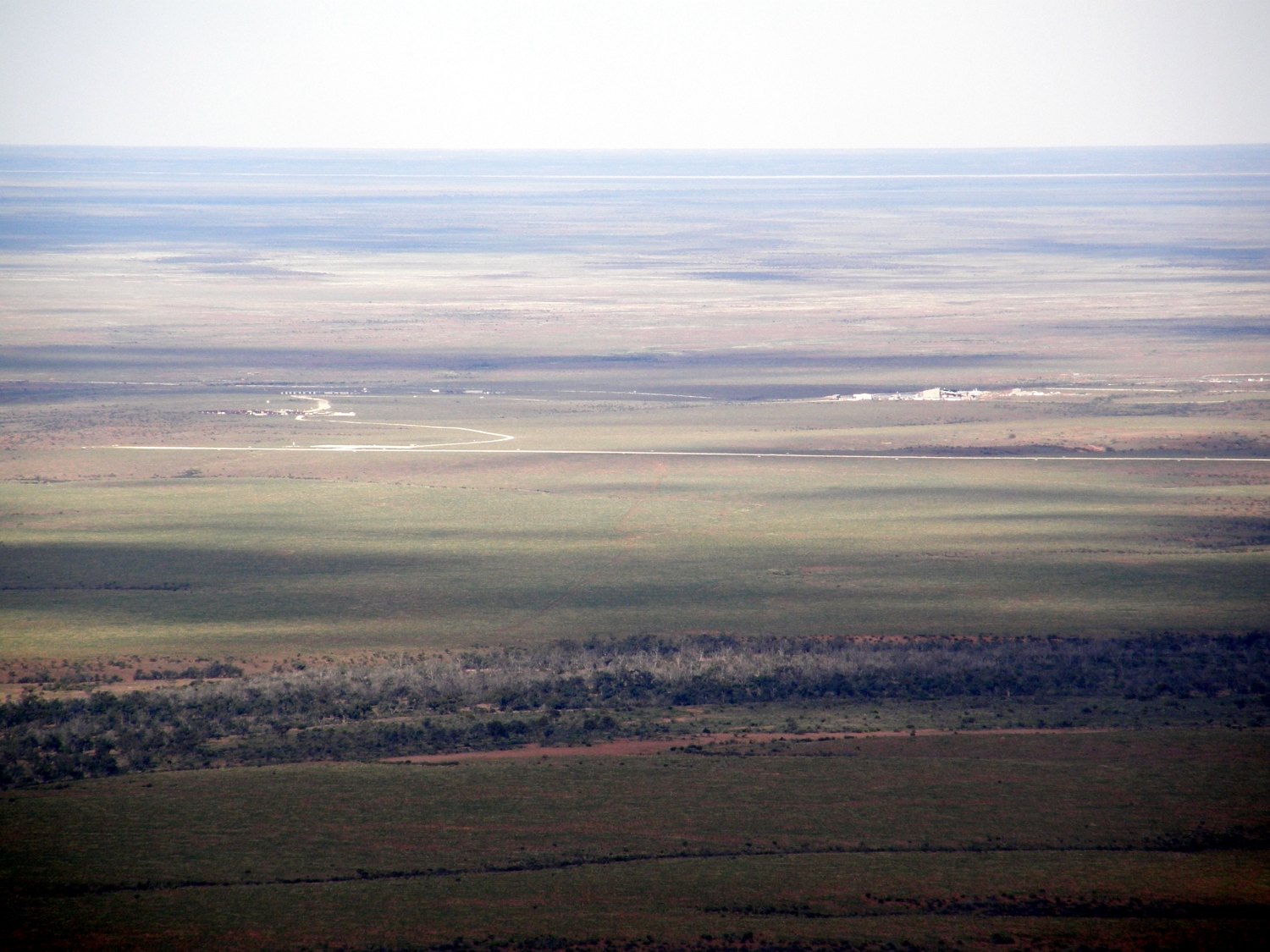
Luftbildaufnahme der Beverley-Uranmine
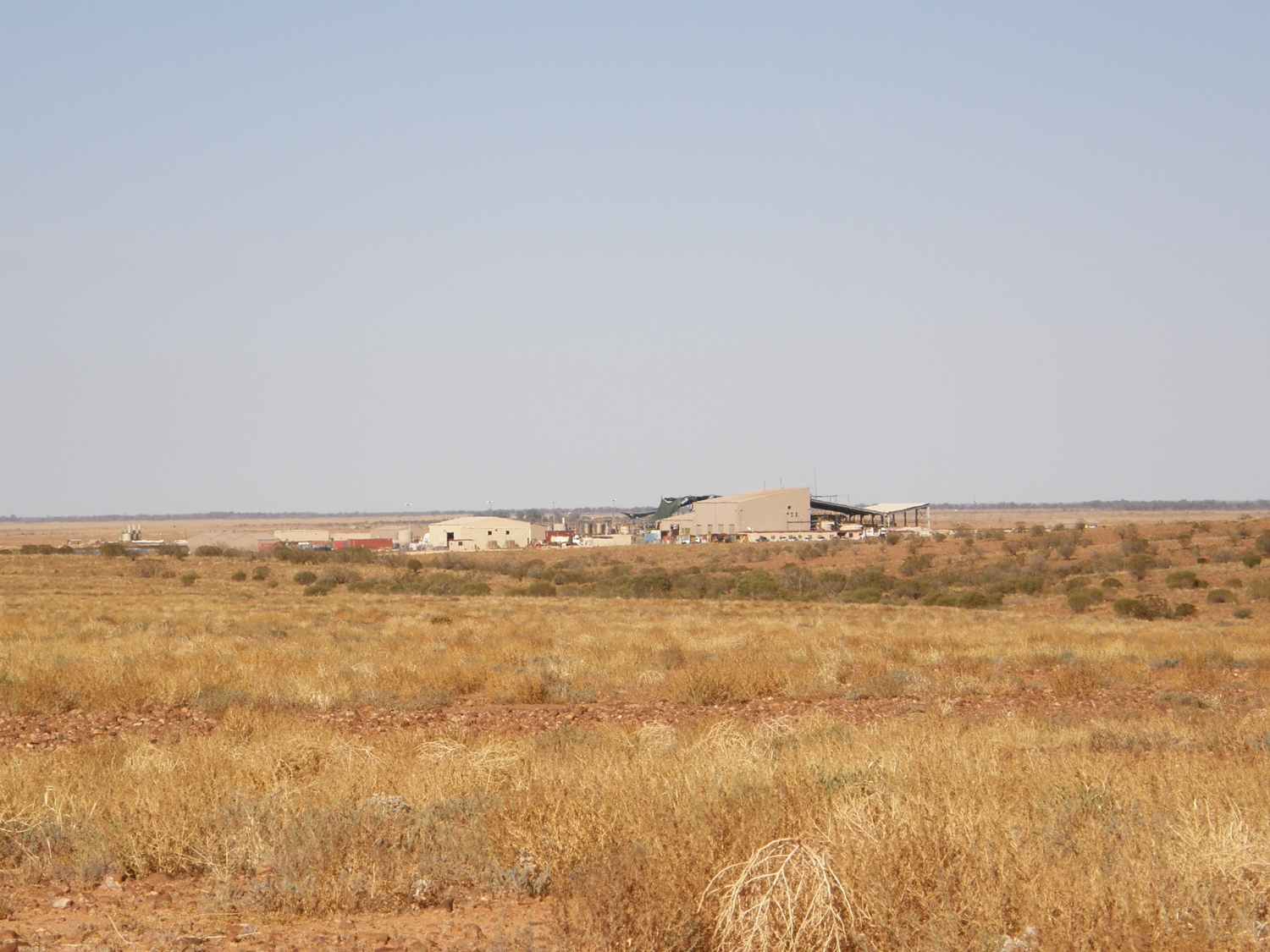
Aufbereitungsanlage der Berverley-Uranmine

Im Zentrum des Kratons, westlich von Prominent Hill, haben frühere Bohrungen im Warrior-Paläokanal eine bedeutende, weit verbreitete Uranmineralisierung bestätigt. Dort findet derzeit eine aktive Uranexploration statt, die sich bis in südliche Kraton-Bereiche erstreckt. Der Warrior-Paläokanal ist das bedeutendste bekannte Uranvorkommen im Gawler-Kraton. Gefördert wird es von Stellar Resources Limited. Ebenfalls wurde Uran in der Beverley-Uranmine bis 2013 gefördert. Sie lag etwa am östlichen Kratonrand.

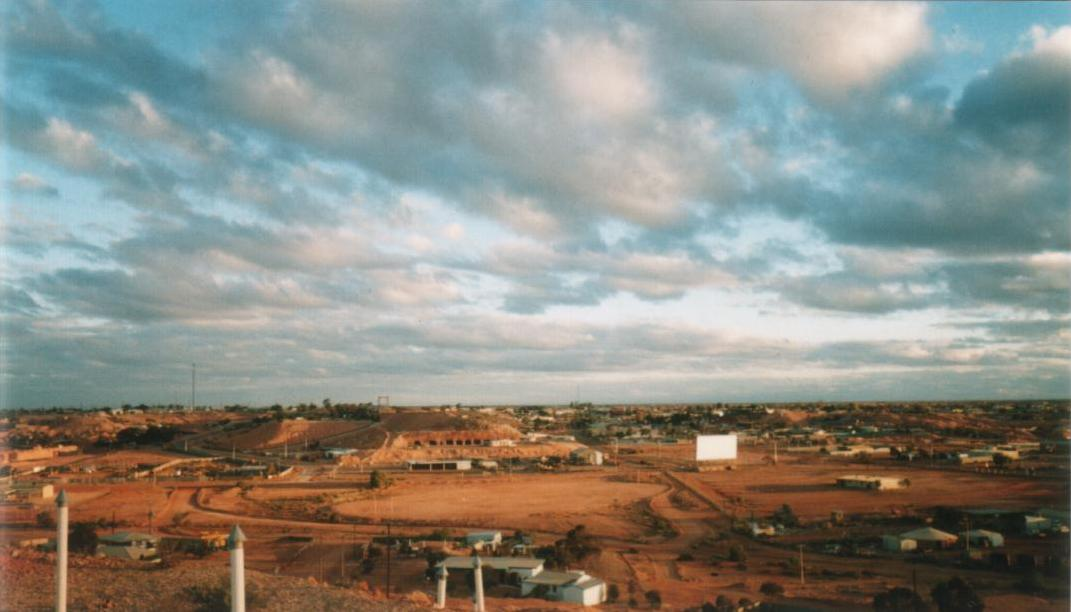
Sicht auf die Stadt Coober Pedy
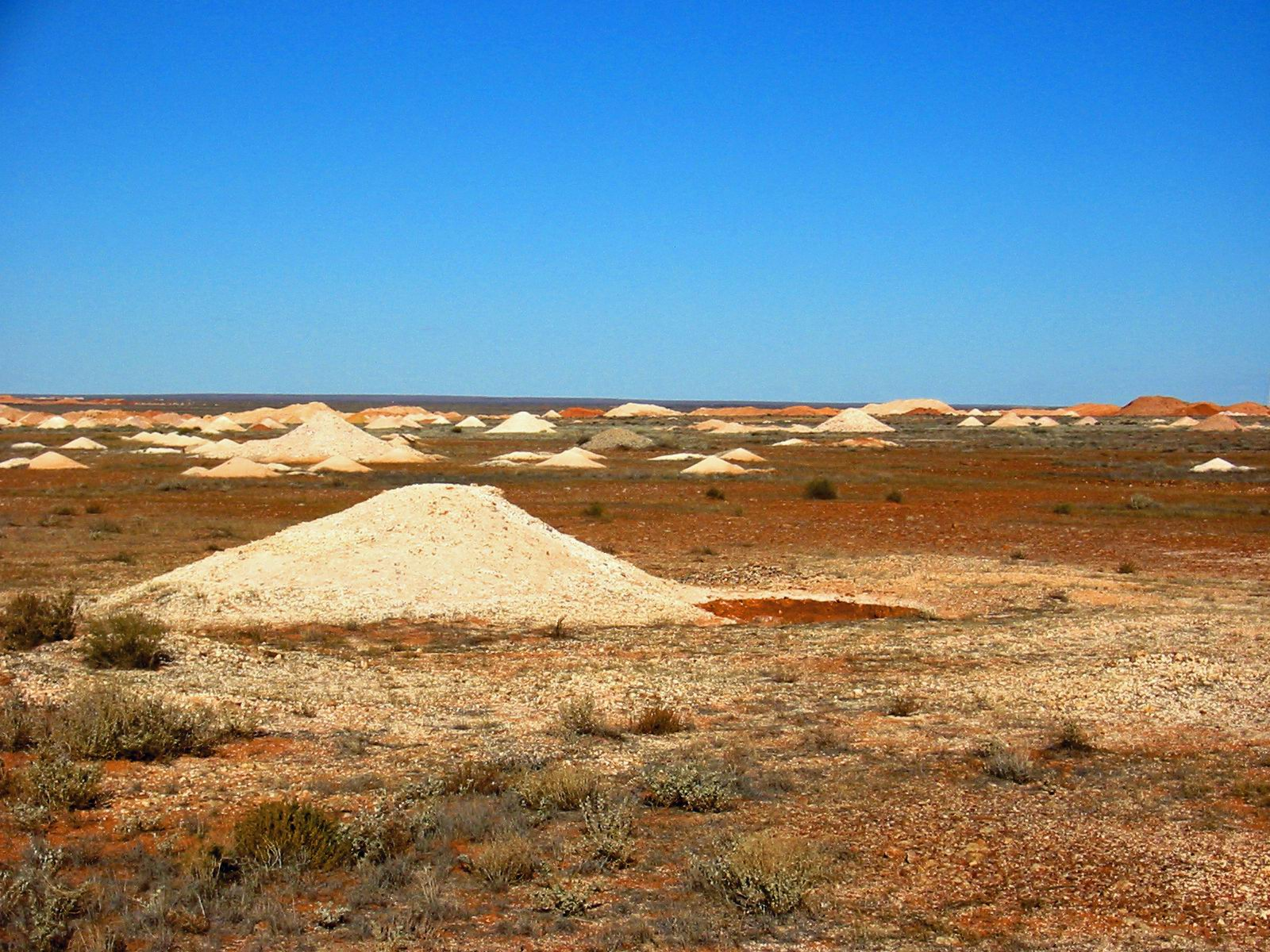
Eingänge und Abraummaterial von Opal-Minenschächte
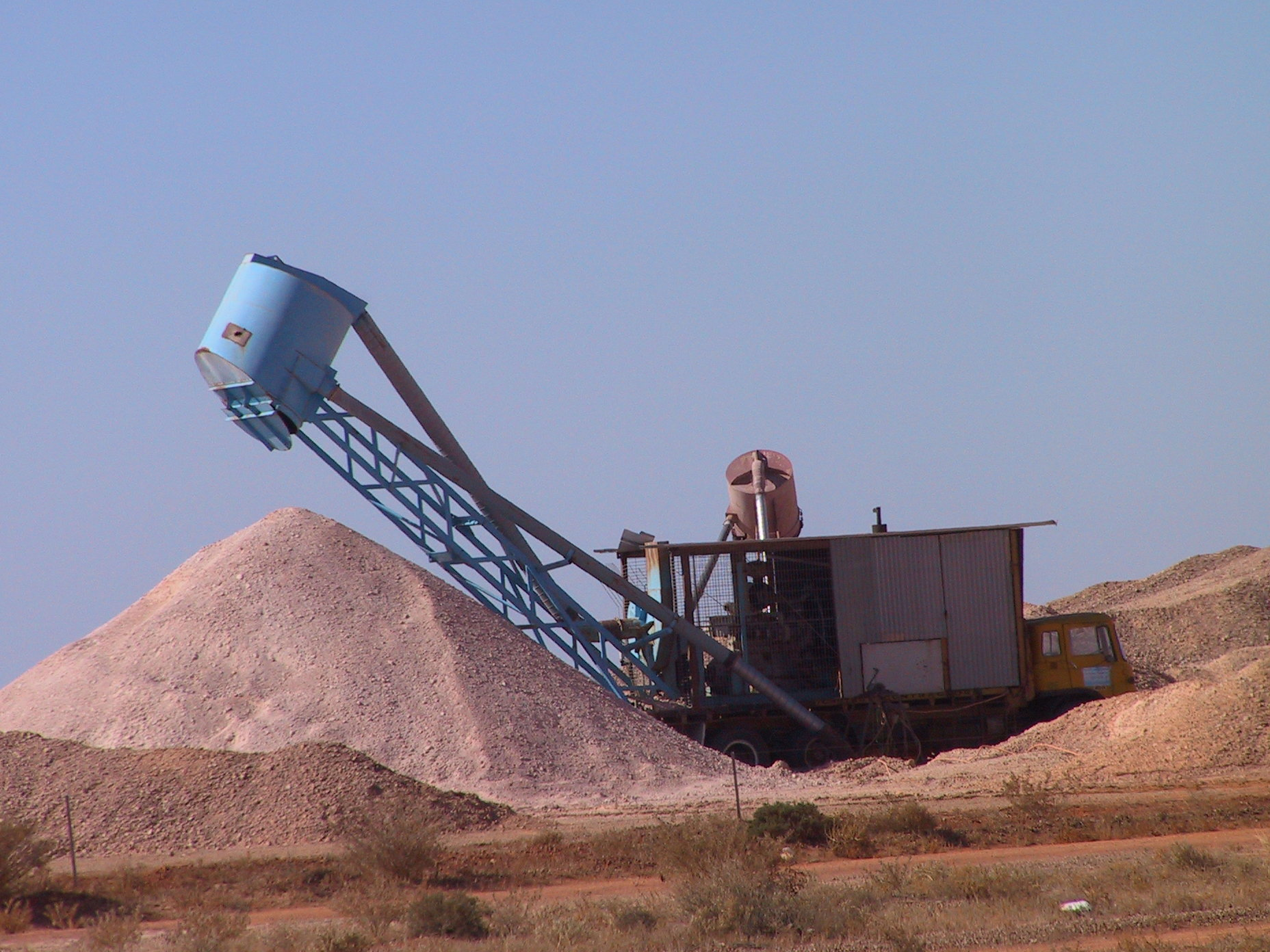
Blower – ein typisches Arbeitsgerät zum Opal-Abbau
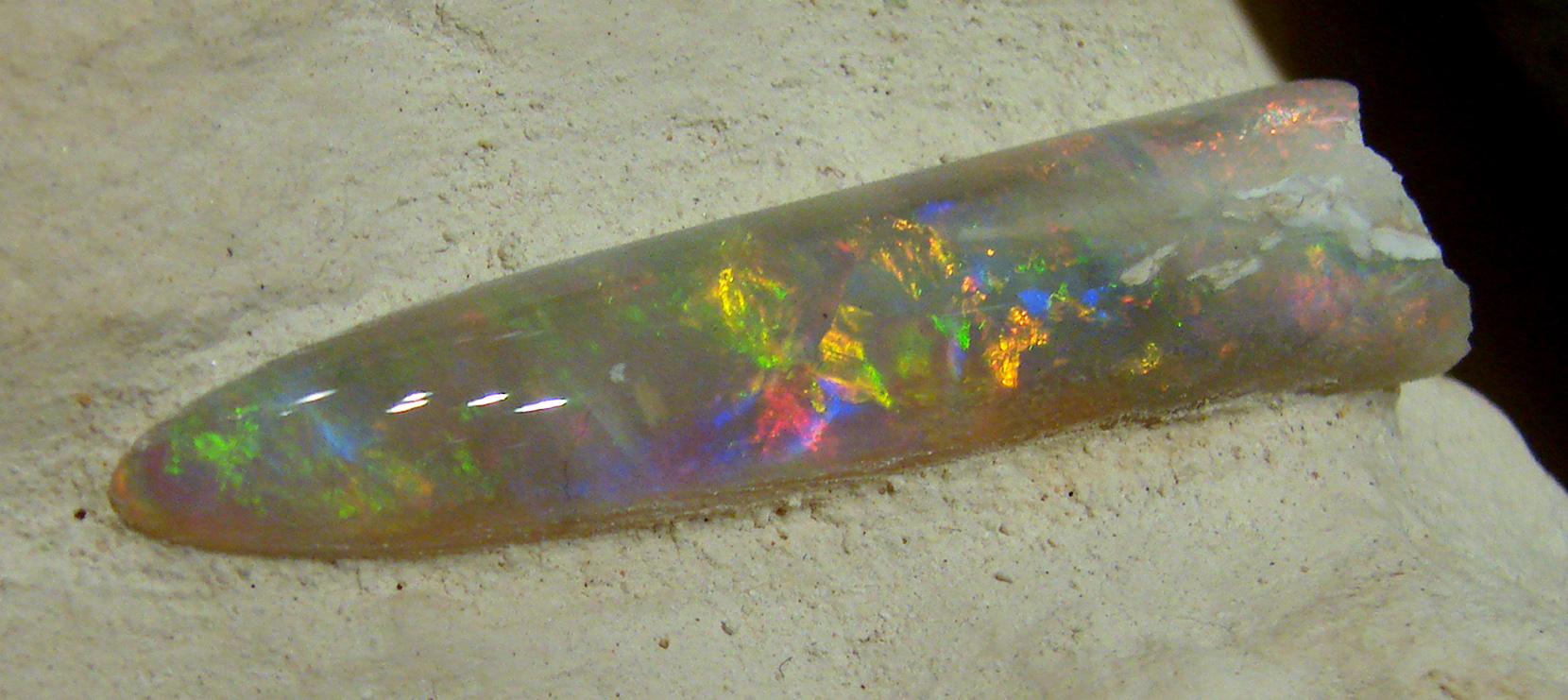
Opalisiertes Belemnitenrostrum aus der Oberkreide von Coober Pedy, ca. 95 mya alt
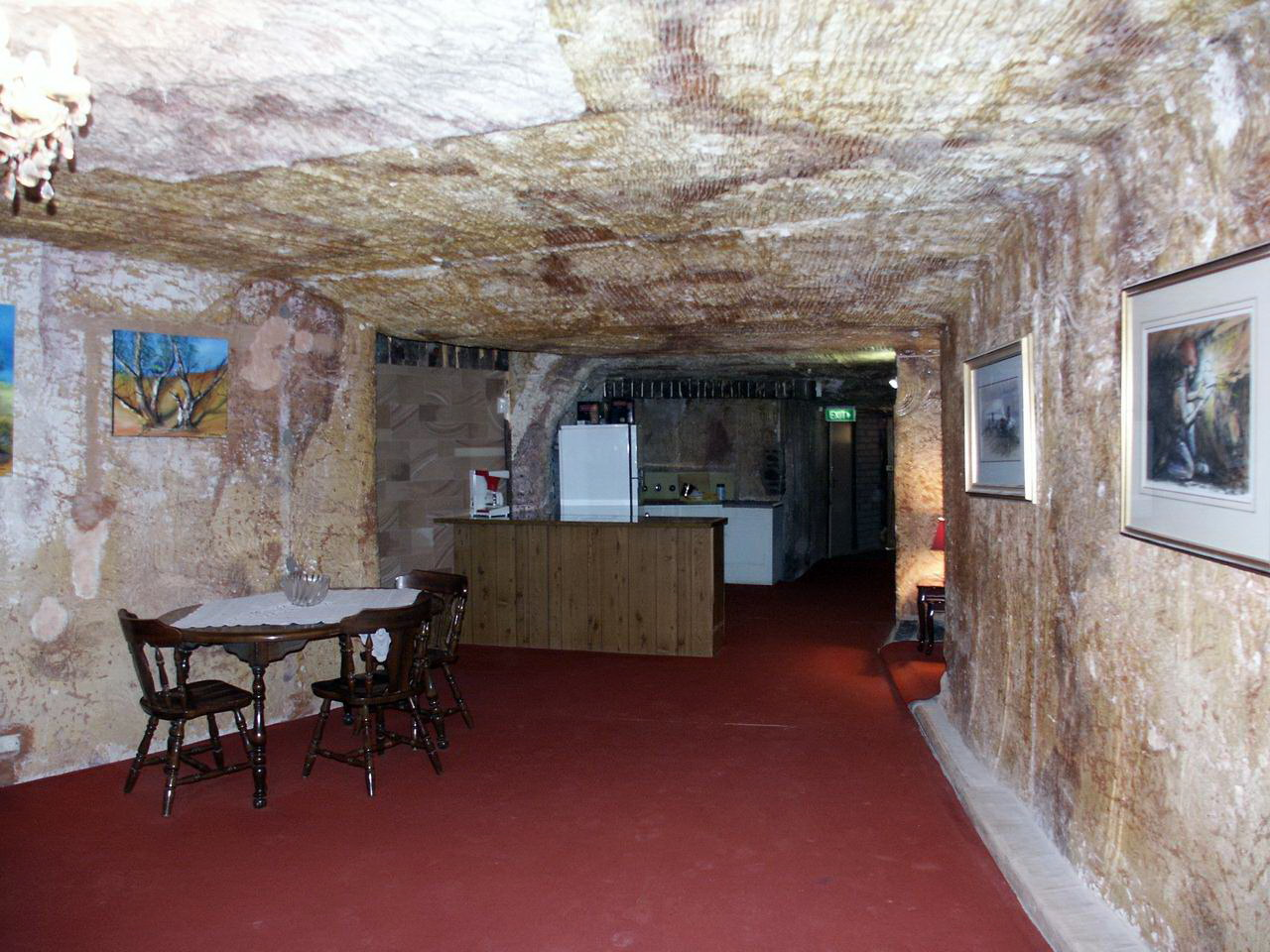
Unterirdische Wohnanlage in Coober Pedy

Im Coober-Pedy-Rücken, der sich etwa im nördlichen Kratonzentralbereich erstreckt, bildeten sich das weltweit größten Opal-Vorkommen. Der Abbau erfolgt von Schächten ausgehend unterirdisch in weiterführenden Stollen. Stillgelegte Minen werden wegen des extrem heißen Klimas auch als ausgedehnte Wohnanlagen benutzt.
Kohle wurde im Telford Cut, einer Tagebaumine gefördert. Sie liegt im Leigh Creek-Kohlefeld, etwa im östlichen Kratonbereich. Der Abbau der minderwertigen, subbituminösen Steinkohle erfolgte von 1943 bis 2015 zu Heizzwecken.
geschlossen 2015. Sie war die einzige Kohlemine in Südaustralien.